# Josephine (Texas)
Josephine es una ciudad ubicada en los condados de Collin y Hunt en el estado estadounidense de Texas. En el Censo de 2010 tenía una población de 812 habitantes y una densidad poblacional de 161,36 personas por km².

## Geografía
Josephine se encuentra ubicada en las coordenadas 33°3′46″N 96°18′57″O / 33.06278, -96.31583. Según la Oficina del Censo de los Estados Unidos, Josephine tiene una superficie total de 5.03 km², de la cual 4.85 km² corresponden a tierra firme y (3.65%) 0.18 km² es agua.

## Demografía
Según el censo de 2010, había 812 personas residiendo en Josephine. La densidad de población era de 161,36 hab./km². De los 812 habitantes, Josephine estaba compuesto por el 88.18% blancos, el 0.99% eran afroamericanos, el 0.25% eran amerindios, el 0.74% eran asiáticos, el 0% eran isleños del Pacífico, el 7.27% eran de otras razas y el 2.59% pertenecían a dos o más razas. Del total de la población el 18.1% eran hispanos o latinos de cualquier raza.